# 金龙高库
金龙高库是中国广东省肇庆市高要市境内的一座水库，位于西江上，建于1958年。水库正常库容为1171万立方米，平均水深为10.95米，集雨面积为10平方千米，海拔为34.5米。